# Chlorure de méthylmagnésium
Le chlorure de méthylmagnésium est un composé chimique de formule CH3MgCl. Il s'agit d'un réactif de Grignard disponible dans le commerce, généralement dissous dans le tétrahydrofurane (THF) ; dans ce solvant, il se forme un complexe dans lequel l'atome de magnésium est lié par liaison covalente au groupe méthyle et au chlorure, et par coordination aux atomes d'oxygène de deux molécules de THF.

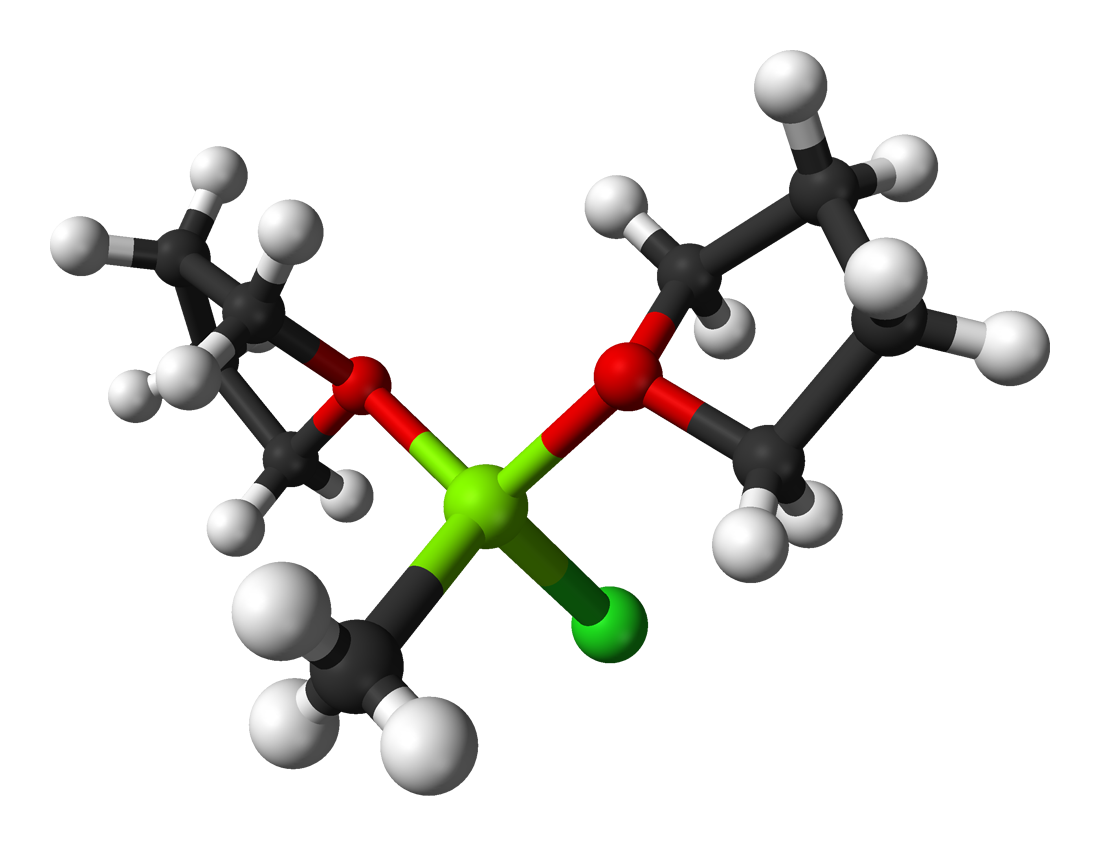
En solution dans le tétrahydrofurane, l'atome de magnésium, en vert clair au centre, est coordonné à deux molécules de THF.

On peut obtenir le chlorure de méthylmagnésium en faisant réagir du chlorométhane CH3Cl avec du magnésium Mg dans le tétrahydrofurane C4H8O :
CH3Cl + Mg → CH3MgCl.
Le chlorure de méthylmagnésium réagit au contact de l'eau et est susceptible de former des peroxydes explosifs.